# Nexenta OS
Nexenta OSeste o distribuție bazată pe Debian/Ubuntu și pe sistemul de operare Solaris pentru calculatoare cu procesoare IA-32 și x86-64. A apărut la sfârșitul lui 2005, după ce Sun Microsystems a început proiectul OpenSolaris în Iunie 2005 . Nexenta OS este prima distribuție care combină  biblioteca C  Solaris cu aplicații GNU și nucleul (kernel) din OpenSolaris. Scopul principal pentru Nexenta OS este să furnizeze un nucleu (kernel) care să accepte drivere private pentru hardware în interiorul unui sistem de operare open source.. Firma Nexenta Systems, Inc. a început proiectul și continuă dezvoltarea sa.  